# 基督教共產主義
基督教共产主义（英語：Christian communism）是一种宗教共产主义，是一种理论、政治思想，它基于这么一种理念：基于耶稣基督的教导，基督徒赞成共产主义是理想的社会系统。这种主义的创建时间有争议，不过许多基督教共产主义者声言，圣经里的证据显示，包括十二门徒在内的首批基督徒在耶稣去世及复活后的数年建立了小型的共产主义社会。同样地，基督教共产主义的许多鼓吹者认为，共产主义由耶稣教导，为十二门徒所实践。在这点上，他们与其他基督徒有高度的争论。
基督教共产主义可视为基督教社会主义的一种极端形式。同时，基于歷史上有許多基督教共产主义者成立獨立於國家體系之外的社群的事实，该主义可与基督教无政府主义建立联系。对于马克思主义的许多不同部分，基督教共产主义者可能同意其中的一些，不同意其中的另一些。他们显然不会同意绝大多数马克思主义者的无神论观点。此外，他们有时不同意马克思主义者（尤其是列宁主义者）对社会主义／共产主义社会的组成形式的架构。不过他们同意诸如剩余价值理论等马克思主义的经济方面的部分理论、资本主义→社会主义→共产主义的进化理论。
大体上说，基督教共产主义是一种独立发展起来的基督教共产主义，绝大多数基督教共产主义者接受马克思共产主义的结论，而不接受其前提基础。

## 历史
大体上说，作为政治运动的共产主义史可分为两个时期：早期的（马克思之前的）和当代的（马克思时代及之后）。在早期，共产主义可能在日常的基督教裏扮演过重要角色，而基督教肯定在共产主义理论的发展裏扮演过重要角色。然而，在当代的共产主义运动中，基督教共产主义并不是主流的观点，许多信仰基督教的共产主义者试图成为世俗的共产主义机构的成员——当代的许多（可能是绝大多数）共产主义者都是无神论者。

### 早期
基督教共產主義的起源可追溯至聖經新約使徒行傳中第二章42、44和45節：
|                | 42都恆心遵守使徒的教訓、彼此交接、擘餅、祈禱。44信的人都在一處、凡物公用；45並且賣了田產、家業，照各人所需用的分給各人。 |
| ——新標點和合本 | |

使徒行傳第四章32-37節亦題及同樣的主題：
|                | 32那許多信的人都是一心一意的，沒有一人說他的東西有一樣是自己，都是大家公用。33使徒大有能力，見證主耶穌復活，眾人也都蒙大恩。34內中也沒有一個缺乏的，因為人人將田產房屋都賣了，把所賣的價銀拿來，35放在使徒腳前，照各人所需用的，分給各人。36有一個利未人，生在塞浦路斯，名叫約瑟，使徒稱他為巴拿巴（巴拿巴翻出來就是勸慰子）。37他有田地也賣了，把價銀拿來，放在使徒腳前。 |
| ——新標點和合本 | |

#### 聖經經文
基督教共產主義者用聖經來引證初代基督徒是活於共產社會的。除此之外，他們也引述其他聖經經文，來支持他們「共產主義是最道德的社會體制」和「共產主義是人類最能依著神的旨意生活」的觀點。而當中最常引用的經文，都是從講述耶稣生平和使命的三本對觀福音書中取出。

### 當代

基督教共产主义目前尚未有被广为接受的标志。但鉴于锤子与镰刀现已成为共产主义的国际性标志，基督教共产主义者也在尝试创造一种能够表达自己观点的象征，该标志——十字架与镰刀即为其中之一。

俄罗斯联邦共产党领导人根纳季·久加诺夫被认为是一个东正教共产主义者，他认为耶稣是首个共产主义者，《圣经》可以以社会主义的角度进行解读。